# Super FX

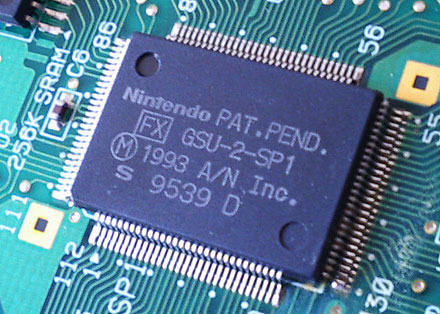
Een Super FX-chip.

Super FX is een coprocessorchip gebruikt in een klein aantal spelcartridges van computerspellen voor de Nintendo's SNES. Deze op maat gemaakte RISC-processor was ontworpen om de graphics te verbeteren van spellen. Het kon polygonen tekenen op een framebuffer in het RAM-geheugen dat er bij hoorde. De data van deze framebuffer werd doorgestuurd naar het videogeheugen van de console zelf door gebruik te maken van DMA, zodat het kon getoond kon worden op het televisiescherm.
De Super FX chip werd ontworpen door Argonaut Software. Dit bedrijf ontwikkelde samen met Nintendo ook het 3D spel Star Fox om de kracht van de chip te demonstreren. Hoewel Star Fox in staat was om honderden polygonen te genereren, is het niets in vergelijking met de miljoenen in moderne chips.
De chip kon ook geavanceerde 2D-effecten genereren zoals in het spel Super Mario World 2: Yoshi's Island. Zoals het groter maken van sprites en meerdere voorgronden en achtergronden zodat de speler een gevoel van diepte had.
De eerste versie van deze chip is geklokt op 21 MHz, maar met een interne kloksnelheid van 10,5 MHz. Later werd het ontwerp aangepast en deze had wel een interne kloksnelheid van 21 MHz. Deze versie van de chip wordt de Super FX GSU-2 genoemd.
Door de hogere productiekosten van games met deze extra hardware werden deze games verkocht tegen een hogere prijs dan de normale SNES spelletjes.

## Games die gebruikmaken van de Super FX
- Dirt Racer
- Dirt Trax FX
- Star Fox
- Stunt Race FX
- Vortex

## Games die gebruikmaken van de Super FX GSU-2
- Comanche (geannuleerd)
- Doom
- Elite (geannuleerd)
- FX Fighter (niet uitgebracht)
- Star Fox 2 (niet uitgebracht)
- Super Mario FX (geannuleerd)
- Super Mario World 2: Yoshi's Island
- Winter Gold